# Rachel Ren
Rachel Ren (* 16. Januar 1973 in Peking, Volksrepublik China) ist eine ehemalige australische Synchronschwimmerin, die an den Olympischen Sommerspielen 2000 in Sydney teilnahm.

## Karriere

### Olympische Spiele
Rachel Ren gehörte im Jahr 2000 in Sydney bei den Olympischen Sommerspielen 2000 zum australischen Aufgebot im Mannschaftswettkampf. Zusammen mit ihren Mannschaftskameradinnen Tracey Davis, Amanda Laird, Kelly Geraghty, Katrina Orpwood, Cathryn Wightman, Naomi Young, Dannielle Liesch und Irena Olevsky absolvierte sie den olympischen Wettkampf am 28. und 29. September 2000 im Sydney Olympic Park Aquatic Centre und belegte den 8. Platz von acht teilnehmenden Mannschaften mit einer Gesamtwertung von 89,493 Punkten. Die beiden Einzelwertungen wurden mit 89,667 Punkten in der technischen Kür und mit 89,400 Punkten in der freien Kür bewertet.